# Classificació de la Copa del Món de futbol 2014-OFC
La fase de classificació de la Copa del Món de Futbol 2014 de la zona oceànica fou organitzada i supervisada per l'OFC.
La classificació del grup d'Oceania es divideix en tres fases. A la primera s'enfrontaren les quatre seleccions pitjor posiciones en una lliga d'on sortirà un equip. La segona fase serà la Copa de les Nacions de la OFC on hi haurà dos grups de quatre equips i es jugaran semifinals i final. Els quatre millors classificats jugaran la tercera fase d'on sortirà l'equip que jugarà la fase eliminatòria contra el classificat de la zona asiàtica.

## Primera fase

### Grup únic
| Equip                | Pts | PJ | PG | PE | PP | GF | GC |
| -------------------- | --- | -- | -- | -- | -- | -- | -- |
| Samoa                | 7   | 3  | 2  | 1  | 0  | 5  | 3  |
| Tonga                | 4   | 3  | 1  | 1  | 1  | 4  | 4  |
| Samoa Nord-americana | 4   | 3  | 1  | 1  | 1  | 3  | 3  |
| Illes Cook           | 1   | 3  | 0  | 1  | 2  | 4  | 6  |

## Segona fase
Les seleccions que quedaren primeres i segones en els seus grups passaren a la ronda següent. A més, passaven a les semifinals de la Copa de Nacions de l'OFC de 2012.

### Grup 1
| Equip          | Pts | PJ | PG | PE | PP | GF | GC |
| -------------- | --- | -- | -- | -- | -- | -- | -- |
| Tahití         | 9   | 3  | 3  | 0  | 0  | 18 | 5  |
| Nova Caledònia | 6   | 3  | 2  | 0  | 1  | 17 | 6  |
| Vanuatu        | 3   | 3  | 1  | 0  | 2  | 8  | 9  |
| Samoa          | 0   | 3  | 0  | 0  | 3  | 1  | 24 |

### Grup 2
| Equip             | Pts | PJ | PG | PE | PP | GF | GC |
| ----------------- | --- | -- | -- | -- | -- | -- | -- |
| Nova Zelanda      | 7   | 3  | 2  | 1  | 0  | 2  | 7  |
| Salomó            | 5   | 3  | 1  | 2  | 0  | 1  | 5  |
| Fiji              | 2   | 3  | 0  | 2  | 1  | 2  | 2  |
| Papua Nova Guinea | 1   | 3  | 0  | 1  | 2  | 4  | 1  |

## Tercera fase
| Equip          | Pts | PJ | PG | PE | PP | GF | GC | DG  |
| -------------- | --- | -- | -- | -- | -- | -- | -- | --- |
| Nova Zelanda   | 18  | 6  | 6  | 0  | 0  | 17 | 2  | +15 |
| Nova Caledònia | 12  | 6  | 4  | 0  | 2  | 17 | 6  | +11 |
| Tahití         | 3   | 6  | 1  | 0  | 5  | 2  | 12 | -10 |
| Salomó         | 3   | 6  | 1  | 0  | 5  | 5  | 21 | -16 |

## Repesca amb la CONCACAF
El partit d'anada es disputarà el 15 de novembre de 2013 i el de tornada el 19 de novembre de 2013. El primer de l'OFC en la tercera fase s'enfrontarà contra el quart en la quarta fase de la CONCACAF.
| Partit | CONCACAF | Resultat global | OFC          | Resultat anada | Resultat tornada |
| ------ | -------- | --------------- | ------------ | -------------- | ---------------- |
| -      |          | :               | Nova Zelanda | :              | :                |